# Jacinto de Alcázar Arriaza
Jacinto de Alcázar Arriaza (Huete, Cuenca; 10 de agosto de 1597-después de 1687) fue un arbitrista y economista español del siglo XVII.

## Biografía
Fue bautizado en Santa María de Lara el diez de agosto de 1597, hijo de Pedro (de) Alcázar y Catalina la Preciada, (Preciado) optenses. Ocupó empleos de la Real Hacienda en Galicia y en Madrid, y obtuvo plaza de procurador general y defensor de los pobres de aquel reino a perpetuidad y por merced del rey que no resultó por oposición de los capitulares. Según escribe en 1652, vivía entonces con pobreza, en compañía de su madre, mujer y tres hijas solteras. Otorgó testamento en Huete en el año 1687.
Sostuvo la teoría de la contribución única en una representación a las Cortes de 1646 que fue impresa ese nismo año y lleva el título de Medios políticos para el remedio único, y universal de España librados en la execución de su práctica. También ahí estimó el número de ciudades y poblaciones de España en 30.000.

## Obras

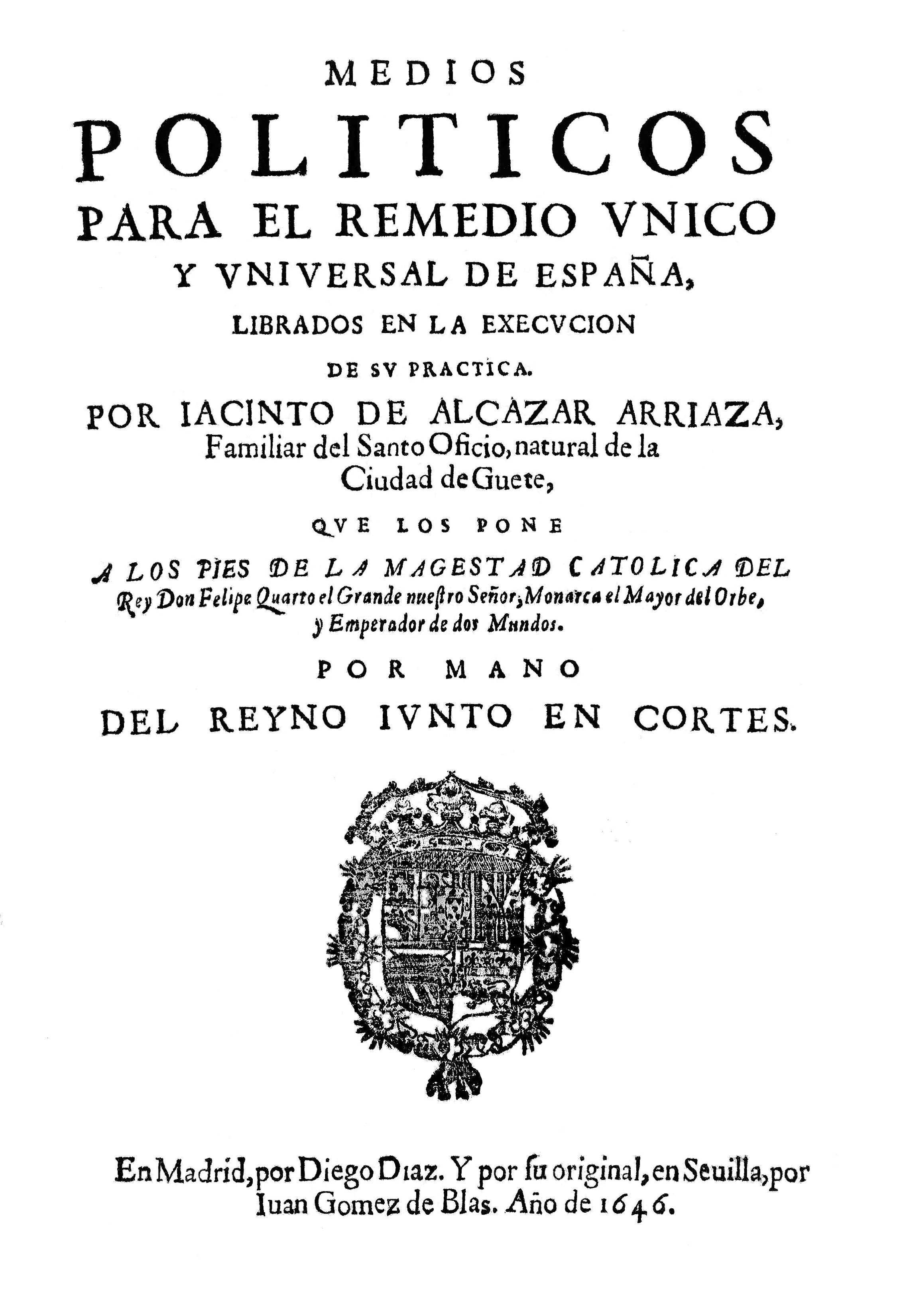
Medios políticos para el remedio único, y uniuersal de España librados en la execucion de su práctica. 1646.

- Medios políticos para el remedio único, y uniuersal de España librados en la execucion de su práctica (enlace roto disponible en Internet Archive; véase el historial, la primera versión y la última). por Jacinto de Alcazar Arriaza, familiar del Santo Oficio, natural de Huete, que los pone a los pies de la magestad católica del rey don Felipe IV el Grande nuestro señor monarca el mayor del orbe y emperador de dos mundos, por mano del reino junto en Cortes.  Madrid: Diego Díaz; 1646. Sevilla: Iuan Gómez de Blas; 1646. Córdoba: Salvador de Cea Tesa; 1646. Muy reimpreso en ese mismo año y otros.

- Nueva declaración de un medio universal que para extinguir los tributos impuestos en Castilla... 1646.

- Resumen de un memorial escrito por Jacinto de Alcaçar Arriaza, familiar del Santo OLficio, en orden a la conservación de esta monarquía y remedio de los daños que padecen la Real Hazienda y vassallos... 1652.

- Señor, don Iacinto Alcaçar Arriaça, familiar del Santo Oficio, dize que ha servido a V. M. lo más del discurso de su vida... suplica... a Vm. en atención a los dichos servicios, y trabajos...se sirva hacerle dos mercedes... 1652.